# Orthocis mnigrum
Orthocis mnigrum is een keversoort uit de familie houtzwamkevers (Ciidae). De wetenschappelijke naam van de soort werd in 1913 gepubliceerd door George Charles Champion.